# Ненси Реган
Ненси Дејвис Реган (енгл. Nancy Davis Reagan; Њујорк, 6. јул 1921 — Лос Анђелес, 6. март 2016), рођена као Ен Френсис Робинс (енгл. Anne Frances Robbins), била је америчка филмска глумица и супруга 40. председника САД Роналда Регана. Била је прва дама САД од 1981. до 1989. године.
Преминула је 6. марта 2016. године, од последица конгестивног затајења срца са 94 године. Ненси Реган је једна од најдуговечнијих првих дама САД; од ње је дуже живела само Бес Труман, која је преминула са 97 година.